# Vieni avanti cretino
Vieni avanti cretino è un film del 1982 diretto da Luciano Salce e interpretato da Lino Banfi.

## Trama
Roma. Pasquale Baudaffi è un detenuto appena uscito dal carcere romano di Regina Coeli; ad accoglierlo troverà il cugino Gaetano, impiegato presso un ufficio di collocamento, che tenterà di aiutarlo per un percorso di reinserimento onesto nella società, proponendogli svariate attività lavorative con impiego immediato.
Da questa premessa parte una serie di scene; sono tentativi di lavoro collegati fra loro anche da eventi o accadimenti di genere diverso; 

### Primo lavoro
In primo luogo Baudaffi si reca presso una casa d'appuntamenti che frequentava prima del suo arresto, che nel frattempo è diventato uno studio dentistico ma lui non se ne accorge. Registratosi e in attesa del suo turno, avrà un discorso surreale e pieno di doppi sensi con un paziente, un loquace e invadente ingegnere con gravi problemi dentali, con il quale avrà uno scontro quasi fisico che lo porterà ad abbandonare il locale urlando.
Uscito dallo studio dentistico, lungo la strada, l'uomo incontra Don Peppino, uno sconosciuto prete manesco in pellegrinaggio a Roma, che lo scambia per un vecchio amico d'infanzia chiamandolo Pasquale Zagaria (citazione del vero nome di Lino Banfi). Nonostante Pasquale non abbia mai visto quel prete in vita sua, i due chiacchierano in stretto dialetto pugliese – con tanto di sottotitoli in arabo – e si prendono a schiaffi come strano segno d'affetto.

### Secondo lavoro
Seguirà poi un colloquio per un posto di guardiacaccia comunale, ma Pasquale, raccomandato da un suo cugino, non riuscirà a superare un esame di ornitologia: l'esaminatrice con cui sosterrà l'esame, infatti, è stata sostituita con un'intransigente signorina che detesta i raccomandati.

### Terzo lavoro
Il successivo tentativo è come garagista; per fare un piacere al titolare, malato di cuore, Baudaffi accetta di rimanere al posto suo per una notte, convinto da un'allettante cena preparata dalla moglie del titolare. L'esperienza finirà con il furto collettivo di tutte le automobili dell'autorimessa da parte di un gruppo di fratelli siciliani, che compiono tale atto in quanto sicuri che la loro unica sorella (desiderosa di sfuggire al loro controllo) sia finita proprio in quel garage, nascosta in qualche auto.

### Quarto lavoro
A ciò segue una prova come cameriere in un bar, durante la quale due fidanzati indecisi e in crisi di coppia porteranno all'esasperazione il povero Pasquale, che, ascoltando i dialoghi dei due e interpretandoli come le ordinazioni per un caffè, cadrà in una serie di equivoci, vessato anche dai modi rudi del titolare del bar.

### Quinto lavoro
Dopo quest'ultima esperienza fallimentare, il cugino Gaetano, dovendosi assentare per qualche minuto, gli chiede di sostituirlo all'ufficio di collocamento, ma qui Pasquale trova un direttore intollerante verso gli omosessuali, che finisce, a causa di ulteriori equivoci, proprio per crederlo gay (dopo averlo sorpreso a passeggiare all'interno dell'ufficio calzando scarpe da donna e a guardare per sbaglio nel bagno maschile). Allo stesso tempo, per recuperare i documenti volati fuori dall'ufficio del cugino Gaetano, finisce in un appartamento adiacente, dove viene creduto l'amante segreto della moglie ed è costretto a rimanere in mutande per ordine del marito della procace donna. Rientrato negli uffici, finisce in quello del direttore provocando il fallimento di un'importante trattativa e venendo quindi cacciato via in malo modo. 

### Sesto lavoro
In seguito, a una festa aristocratica organizzata da una contessa, Pasquale viene scambiato per un famoso tenore gitano spagnolo, e sarà costretto a cantare una serenata in cui, mischiando dialetto pugliese e spagnolo maccheronico, canta la storia della sua amata che, fuggita da Canosa, ha trovato infine lavoro presso una casa d'appuntamenti: la sua performance riscuote un discreto successo. Poco dopo si esibisce in un ballo di flamenco, ma, terminata la danza sulla scalinata, farà partire accidentalmente il cavalletto della sedia a rotelle della nobile anziana padrona di casa, che finirà sul tavolo del buffet, decretando la fine della festa.

### Settimo lavoro
Archiviata quest'altra disastrosa esperienza, viene assunto in una fabbrica di cibernetica, trovando un direttore nevrotico, agitato e pieno di tic: il dottor Tomas. Gli verranno assegnate delle mansioni ripetitive e alienanti che lo porteranno a dare in escandescenze, fino a far andare in tilt i macchinari dello stabilimento.
Ormai rassegnato a fare la vita da barbone, Pasquale nota su un giornale l'annuncio di un cagnolino smarrito, Nerone, che casualmente ritrova. Tale ritrovamento porta Baudaffi a sperare in una cospicua ricompensa in denaro, ma dall’aristocratica e vedova padrona del cagnolino, la grassa Palmira, l'uomo ottiene solo un rapporto sessuale.

### Epilogo
Il film si chiude con l'intervento dello stesso regista Luciano Salce, a giudicare l'interpretazione di Banfi: l'attore viene condannato alla fucilazione da parte di un plotone d'esecuzione, che si rivela poi armato di torte alla panna.

## Produzione
Il titolo è un esplicito omaggio alla famosa battuta dei fratelli De Rege e con essi alla tradizione dell'avanspettacolo italiano. Infatti molti degli sketch proposti nella pellicola sono veri e propri classici dell'avanspettacolo, come ad esempio l'equivoco dentista/casa d'appuntamenti.

## Accoglienza
Il film ebbe un grande successo commerciale, realizzando più di tre miliardi d'incasso ai botteghini.

## Curiosità
- I sottotitoli in arabo che compaiono nel dialogo canticchiato in pugliese tra don Peppino e Pasquale non sono altro che il nome che aveva lo stato della Libia di Gheddafi tra il 1977 ed il 1986, ovvero: Gran Giamahiria Araba Libica Popolare Socialista (الجماهيرية العربية الليبية الشعبية الاشتراكية  al-Jamāhīrīyah al-'Arabīyah al-Lībīyah ash-Sha'bīyah al-Ishtirākīyah)

- La scena nel laboratorio di cibernetica fu girata in una mattinata presso i  Laboratori nazionali di Frascati dell’Istituto Nazionale di Fisica Nucleare; per l'occasione, vennero messi una serie di calcolatori (il computer centrale della Digital, allora fra le prime aziende informatiche al mondo, PDP11/44 con un paio di unità disco fisso RA81 ed un’unità a nastro a 9 tracce TS11, oltre ad altri moduli che si vedono nelle scene). La telescrivente utilizzata da Banfi era  una LA120 DecWriter III[5] mentre altri oggetti non informatici erano stati posti dagli sceneggiatori, spacciandoli come periferiche o pulsanti (il fischietto, e lo strizzastracci usato come interruttore a pedale). Come dichiarato dallo stesso Tomas, la scena per come girata proseguiva oltre il finale noto: dopo che Banfi impazziva, Tomas usciva pronunciandosi nei suoi tic, seguito dallo stesso Banfi; questa ulteriore parte, però, fu tagliata in fase di montaggio[6].

## Galleria d'immagini

Franco Bracardi
Mireno Scali
Alfonso Tomas e Lino Banfi
Anita Bartolucci